# Iglesia de San Miguel Arcángel (Cuart de les Valls)
La antigua iglesia parroquial de San Miguel Arcángel es un edificio religioso de estilo barroco construida entre 1771 y 1780 sobre un pequeño templo gótico, que se localiza en el centro del municipio de Cuart de les Valls, en la provincia de Valencia.
Está inscrito como bien de interés cultural con código 46.12.101-001 y número de anotación ministerial R-I-51-0004595 de 16 de febrero de 1982.

## Descripción
Se trata de una iglesia de una sola nave con cabecera recta y capillas laterales situadas entre los contrafuertes y donde la nave se cubre con bóveda de cañón con lunetos en los que se sitúan las ventanas.
El campanario está adosado a la fachada principal y consta de tres cuerpos, situándose en el bajo la escalera que conduce al coro. El primer cuerpo está construido con mampostería y sillares en las esquinas, mientras que el cuerpo de campanas y el remate están realizados con ladrillo.

## Historia
Tras la expulsión de los moriscos en 1609, Cuart de les Valls quedó despoblada. Fue vendida por las coronas aragonesa y española en varias ocasiones, a los condes de Almenara y finalmente al de Faura. Este realizó una repoblación con gentes de Aragón y Cataluña. Fruto de esta repoblación fue la construcción de una primera iglesia dedicada a San Miguel. Sin embargo la repoblación no fue suficiente para reactivar la economía local. Por ello se llegó a un acuerdo con la Orden de los Siervos de María. Esta orden italiana ya estaba establecida en Montán.
La iglesia de 1771 se edificó adosada al convento de los servitas. El convento fue desamortizado en 1835 y el edificio pasó a una sucesión de usos diferentes: escuela, residencia de maestros, dependencias municipales diversas, juzgado de paz e incluso toril. En 1965 el antiguo convento, en ruinas, fue demolido, quedando solo la iglesia y algún muro.
La iglesia siguió en uso tras la desamortización de 1835. Dado que la primitiva parroquia, que databa de 1535, se encontraba en muy mal estado, se decidió trasladar la sede parroquial a la antigua iglesia conventual.